# Levens
Levens (italijansko: Levenzo) je naselje in občina v jugovzhodnem francoskem departmaju Alpes-Maritimes regije Provansa-Alpe-Azurna obala. Naselje ima nekaj manj kot 5.000 prebivalcev.

## Geografija
Kraj leži v pokrajini Provansi ob rečici Paillon de Levens, 25 km severno od središča departmaja Nice.

## Administracija
Levens je sedež istoimenskega kantona, v katerega so poleg njegove vključene še občine Aspremont, Castagniers, Colomars, Duranus, La Roquette-sur-Var, Saint-Blaise, Saint-Martin-du-Var in Tourrette-Levens s skupno 21.000 prebivalci.
Kanton je sestavni del okrožja Nica.

## Zgodovina
Ozemlje Levensa je v antiki naseljevalo ligursko pleme Leponti, po katerem je dobilo naselje tudi ime, v rimskem obdobju imenovano Leventi, v srednjem veku Leventio, v italijanskem obdobju Levenzo.
Sedanje naselje je nastalo na skalnatem hribu okoli starega fevdalnega gradu, povzdignjenega v času provanških grofov po zrušitvi Zahodnorimskega cesarstva.